# Белозерское сельское поселение (Кировская область)
Белозерское сельское поселение — муниципальное образование в составе Омутнинского района Кировской области России, существовавшее в 2006—2011 годах.
Центр — деревня Зимино.

## История
Белозерское сельское поселение образовано 1 января 2006 года согласно Закону Кировской области от 07.12.2004 № 284-ЗО.
Законом Кировской области от 5 июля 2011 года № 18-ЗО поселение было упразднено, населённые пункты включены в состав Вятского сельского поселения.

## Состав
В состав поселения входили 8 населённых пунктов:
- деревня Зимино
- деревня Волчата
- разъезд 92 км
- село Красноглинье
- деревня Пермская
- деревня Пестери
- деревня Реневская
- деревня Турундаевская